# Boësses
 Boësses  es una comuna y población de Francia, en la región de Centro, departamento de Loiret, en el distrito de Pithiviers y cantón de Puiseaux. Está integrada en la Communauté de communes du Canton de Puiseaux .

## Demografía
| 353 | 330 | 321 | 287 | 308 | 351 | 377 |
| Para los censos de 1962 a 1999 la población legal corresponde a la población sin duplicidades (Fuente: INSEE [Consultar]) |     |     |     |     |     |     |